# Matthew Gravelle
Matthew Ian Gravelle (Porthcawl, 24 september 1976) is een Welsh acteur.

## Carrière
Gravelle begon in 2000 met acteren in de miniserie The Scarlet Pimpernel, waarna hij nog meerdere rollen speelde in televisieseries en films. Hij is het meest bekend van zijn rol als Joe Miller in de televisieserie Broadchurch waar hij in 18 afleveringen speelde (2013-2017).

## Huwelijk
Gravelle is in 1999 getrouwd met actrice Mali Harries. 

## Filmografie

### Films
Uitgezonderd korte films.
- 2018 Pluen Eira - als Clive
- 2018 Morfydd - als Ernest Jones
- 2014 Son of God - als Thomas
- 2013 Reit Tu Ôl i Ti - als Dewi
- 2010 Patagonia - als Rhys
- 2007 The Mark of Cain - als kapelaan

### Televisieseries
Uitgezonderd eenmalige gastrollen.
- 2023 Steeltown Murders - als Seb - 2 afl.
- 2022-2023 Itopia - als F.N. Stine - 10 afl.
- 2022 The Pact - als DS Pritchard - 5 afl.
- 2022 Silent Witness - als Tom Faulkner - 6 afl.
- 2021 Manhunt - als DI Nathan Eason - 4 afl.
- 2020 Exile - als Saul Tregarron - 9 afl.
- 2020 The Snow Spider - als Ivor Griffiths - 5 afl.
- 2015-2019 Curious Under the Stars - als Gwyn - 7 afl.
- 2019 The Widow - als Joshua Peake - 6 afl.
- 2017 Keeping Faith - als Terry Price - 8 afl.
- 2013-2017 Broadchurch - als Joe Miller - 18 afl.
- 2016-2017 Byw Celwydd - als Harri - 16 afl.
- 2014 35 Diwrnod - als Pat - 8 afl.
- 2013 The Bible - als Thomas - 3 afl.
- 2011 Baker Boys - als Rob - 6 afl.
- 2010 All Shook Up! - als Simon Fuller - ? afl.
- 2010 Pen Talar - als Steffan Watkins - 5 afl.
- 2007 Y Pris - als Lyn Edwards - 6 afl.
- 2007 Judge John Deed - als korporaal Dewi Jones - 2 afl.
- 2006 Caerdydd - als Gareth Pritchard - 2 afl.

### Computerspellen
- 2024 Elden Ring: Shadow of the Erdtree - als Ymir
- 2023 Dragon Quest Monsters: The Dark Prince - als The Shriveller
- 2023 Final Fantasy XVI - als stem
- 2022 The DioField Chronicle - als Zakariah
- 2021 Bravely Default 2 - als Gwilym
- 2021 Hitman III - als diverse stemmen
- 2020 Assassin's Creed Valhalla - als stem
- 2019 Anthem - als Jak
- 2018 Hitman 2 - als diverse stemmen
- 2018 Thronebreaker: The Witcher Tales - als Barnabas Beckenbauer
- 2018 Forza Horizon 4 - als Robert Glenn
- 2018 Ni no Kuni II: Revenant Kingdom - als Ferdinand
- 2017 Zenobureido 2 - als stem
- 2017 Dragon Quest XI - als Jasper
- 2016 Dragon Quest Heroes II - als Gragwort
- 2016 Hitman - als diverse stemmen
- 2015 The Witcher 3: Wild Hunt - als Ewald Borsodi
- 2015 Dragon Age: Inquisition - Trespasser - als stem
- 2015 Dragon Quest Heroes - als stem
- 2014 Dragon Age: Inquisition - als Abelas / Jaws of Hakkon
- 2011 Ni No Kuni: Wrath of the White Witch - als Surly

- Library of Congress Control Number: no2013082769
- Nationale Bibliotheek van Israël: 987007405077405171
- Virtual International Authority File: 305045624
- WorldCat: E39PBJdrCmJMcX8BGC8VcddWjC